# ساطی سفلی
ساطی سفلی یک روستا در ایران است که در دهستان شعبان (مشگین‌شهر) واقع شده‌است. ساطی سفلی ۱۸۸ نفر جمعیت دارد.